# Адан, Николя Себастьен
Николя Себастьен Адан (фр. Nicolas-Sébastien Adam; 22 марта 1705, Нанси — 27 марта 1778, Париж), также известный как «Адан Младший» — французский скульптор периода неоклассицизма. Представитель большой семьи скульпторов из Лотарингии.

## Биография

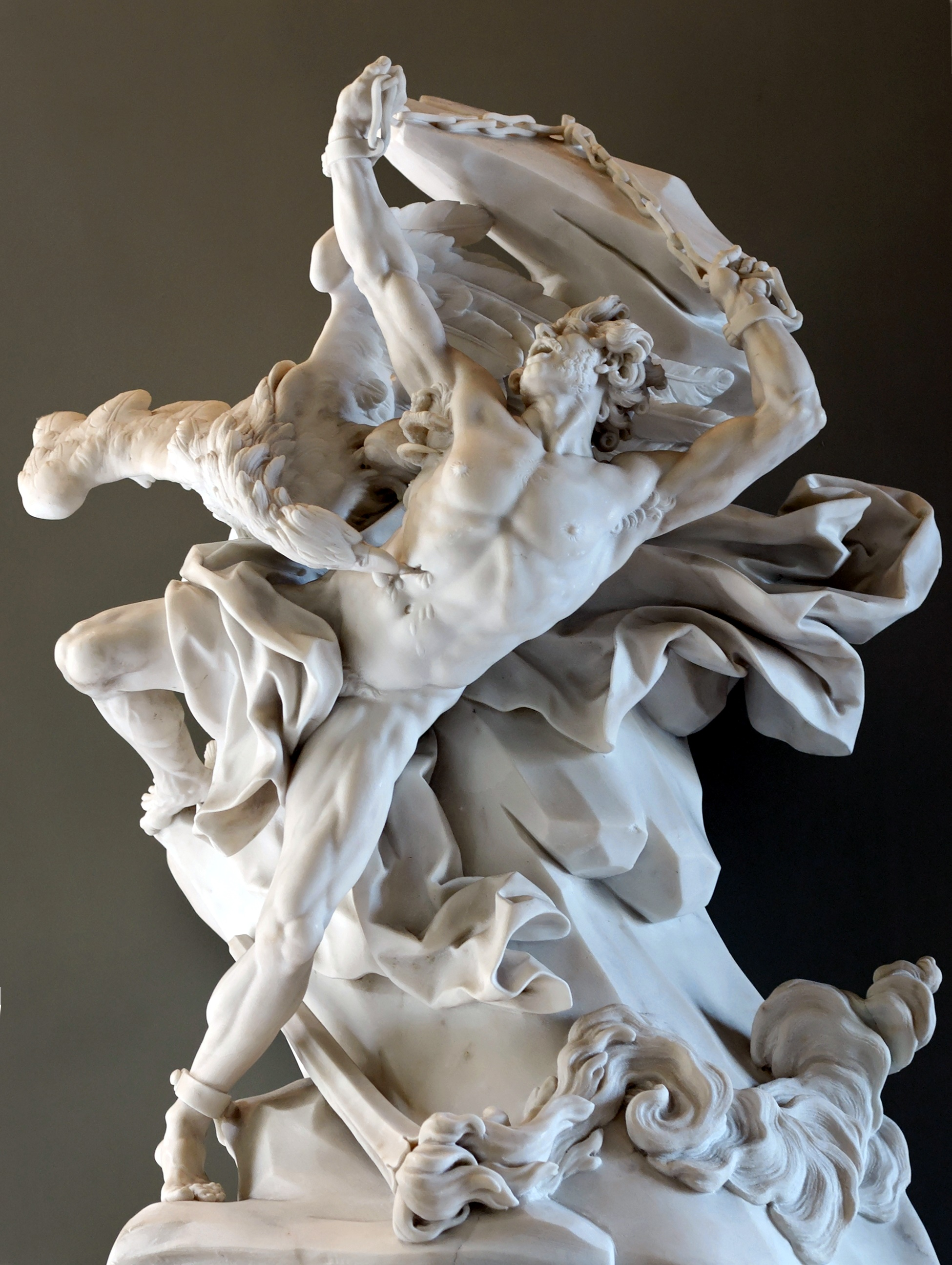
Скованный Прометей. 1762 г. Мрамор. Лувр, Париж

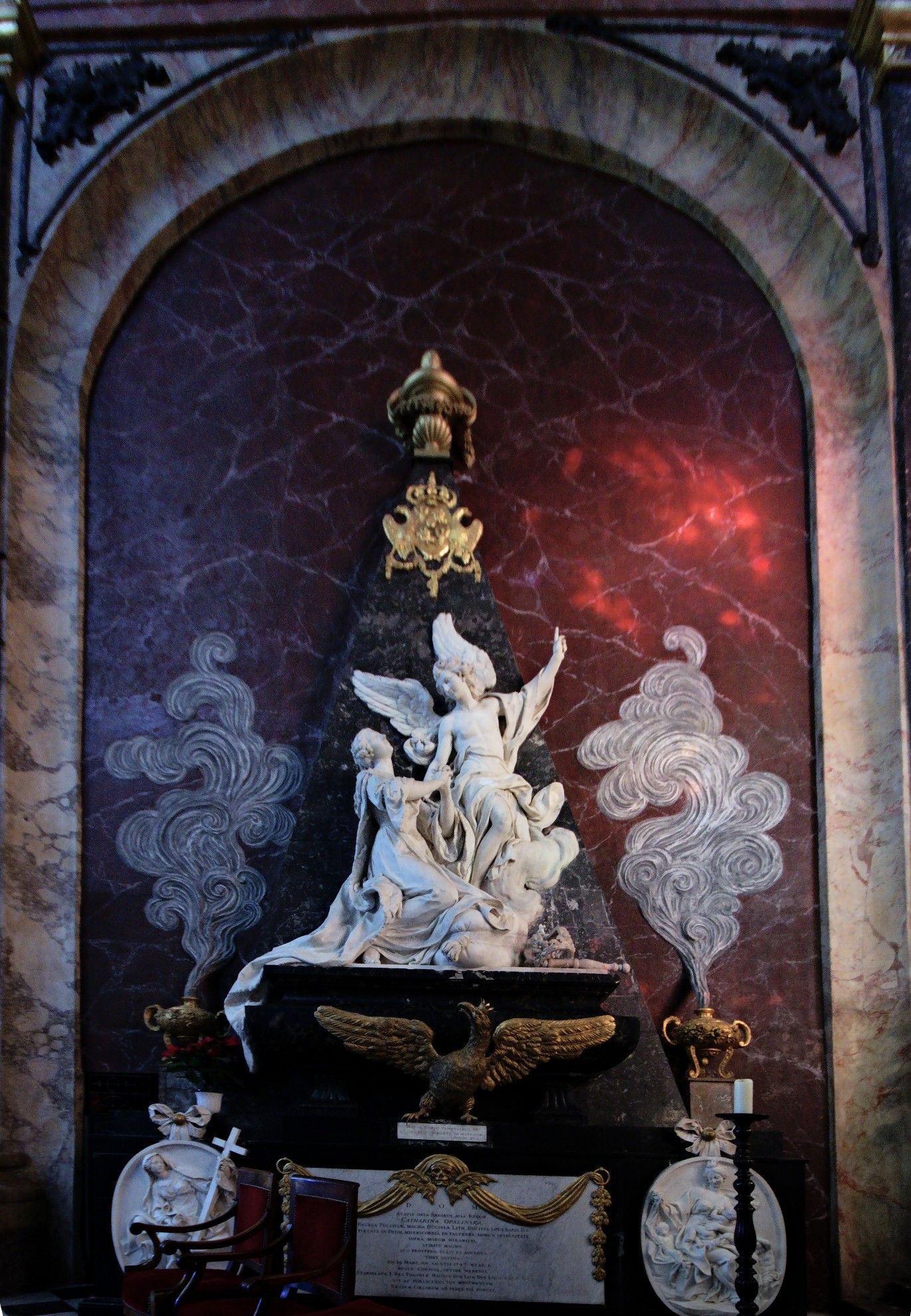
Надгробие Екатерины Опалинской. 1749. Мрамор и бронза. Собор Нотр-Дам, Нанси

Николя Себастьен был младшим из троих сыновей скульптора Жакоба Сижисбера Адана из Нанси. Его братья Ламбер Сижисбер Адан и Франсуа Гаспар Адан также были скульпторами. В 1757 году Адан женился на Кристине Ленуар, дочери ювелира из Нанси. У них было два сына, художник Жан Шарль Николя Адан и скульптор Гаспар Луи Адан. Николя Адан умер в 1778 году в Париже.
Николя Себастьен учился сначала в мастерской отца, затем в шестнадцать лет он отправился в Париж, учился у старшего брата Ламбера в Королевской академии живописи и скульптуры.
Ему не удалось завоевать Римскую премию, но он смуел получить материальную поддержку для поездки в Италию. В 1723 году он принял заказ от финансиста Жозефа Бонье де ла Моссона на участие в строительстве его летней резиденции с садами в стиле Версаля, расположенной в окрестностях Монпелье. Работы выполняла группа скульпторов. Николя Себастьену доверили скульптуры парка и четыре больших фронтона.
Наконец в 1726 году он прибыл в Рим и присоединился к своему старшему брату Ламберу Сижисберу в Палаццо Манчини. Он учился скульптуре у древнеримских мастеров, Брат представил его кардиналу Мельхиору де Полиньяку, для которого он восстановил несколько старинных мраморных скульптур.
Вернувшись в Париж в ноябре 1734 года, Николя Себастьен подарил Королевской академии живописи и скульптуры две терракотовые модели: барельеф, изображающий «Жертвоприношение Ифигении», и статуэтку Клитии. Скульптор Гийом Кусту в ответ дал ему сюжет на тему своей пьесы «Прометей, пожираемый стервятником», представленной только двадцать семь лет спустя.
В Париже Николя Себастьен работал в мастерской своего старшего брата. В 1734 году ему было поручено создание бронзового рельефа, посвященного Мученичеству святой Виктории, для одного из алтарей королевской капеллы Версаля. В 1735 году он помогал брату в создании рельефа «Триумфа Нептуна и Амфитриты», в 1736 году они также участвовали в строительстве отеля Субиз. Созданные ими по итальянским впечатлениям барельефы изображали Вакха и Ариадну, Диану и Эндимиона, Меркурия и Минерву, Венеры и Адониса.
Вместе с братом Николя Себастьен работал над большой скульптурной группой в свинце для фонтана Нептуна в парке Версаля. «Управление королевских построек» (Bâtiments du Roi) поручило скульптору работу в Счётной палате в Париже, в базилике Сен-Дени и в королевской капелле в Версале.
С приходом ко двору в 1745 году маркизы де Помпадур появились новые художники, более соответствующие её вкусу, такие как Жан-Батист Пигаль, Этьен Морис Фальконе и Жак Сали. Последним заказом «Управления королевских построек», адресованным Николя Себастьену Адану, был заказ на статую Ириды в 1743 году. Однако семья художников Адан приобрела известность за пределами королевского двора и продолжала получать заказы. Фридрих II Прусский предложил в 1747 году Николя Себастьену титул первого скульптора, но тот отказался, и эту роль взял на себя его брат Франсуа Гаспар.
После женитьбы в 1757 году Николя Себастьен посвятил последние годы своей жизни Королевской академии живописи и скульптуры, для которой создал несколько произведений. Его работа для Академии 1762 года, изображающая скованного Прометея (Prométhée enchaîné), считается одним из шедевров французской скульптуры XVIII века. Однако наиболее известным произведением Николя Себастьена Адана является погребальный памятник королеве Екатерине Опалинской, супруге Станислава Лещинского, в церкви Нотр-Дам-де-Бонсекур в Нанси. На ней изображена покойница, стоящая на коленях и сложившая руки в молитвенной позе. Ангел берет её за руку и ведет на Небеса. Основание сделано из чёрного мрамора.
Николя Себастьен Адан получил звание профессора в 1768 году и покинул Академию живописи и скульптуры в 1774 году по причине прогрессирующей слепоты. Он умер 27 марта 1778 года в Париже как последний выдающийся представитель семьи лотарингских скульпторов Адан.

## Галерея

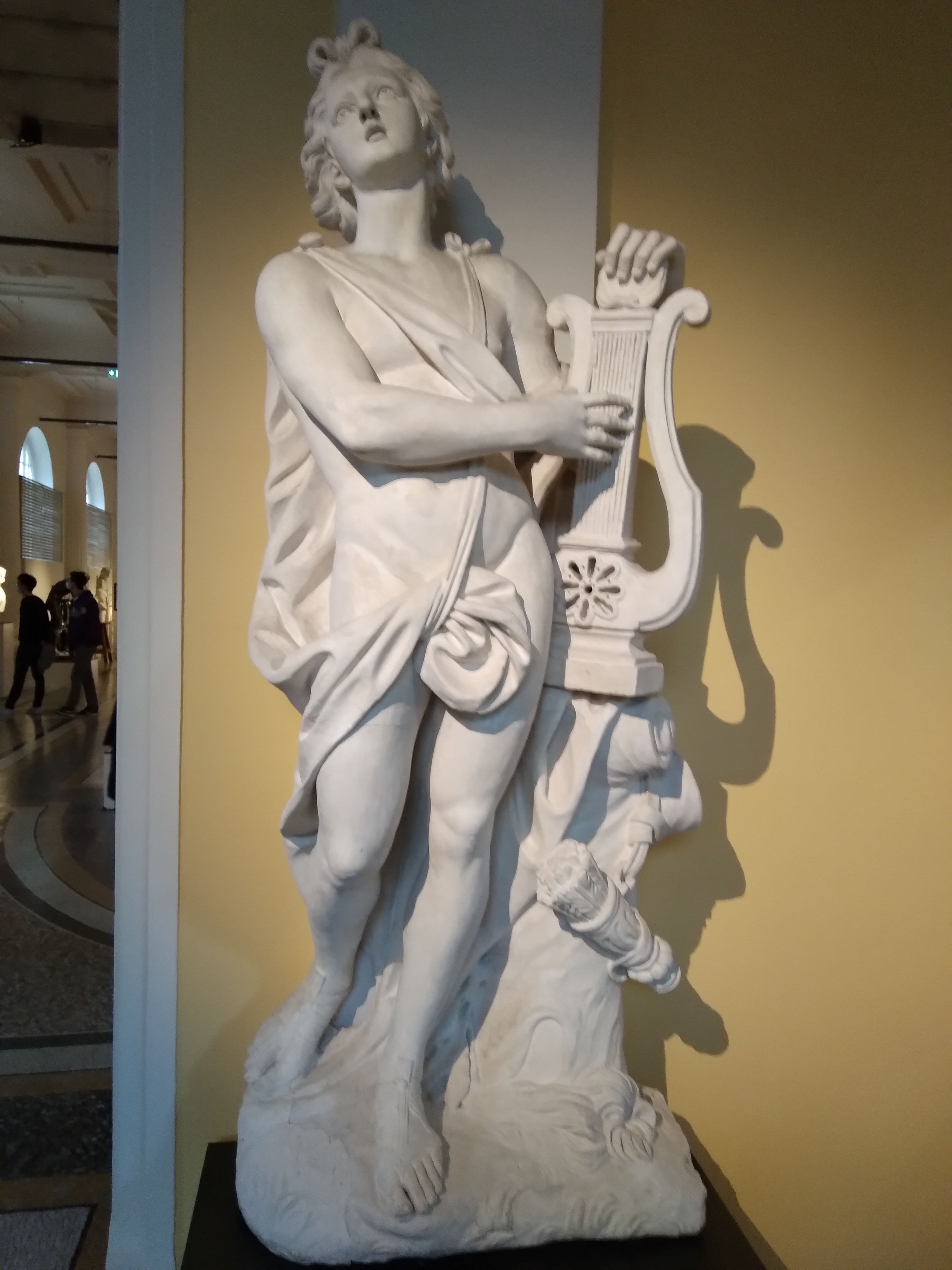
Aполлон. Ок. 1753. Мрамор. Музей Пикардии, Амьен
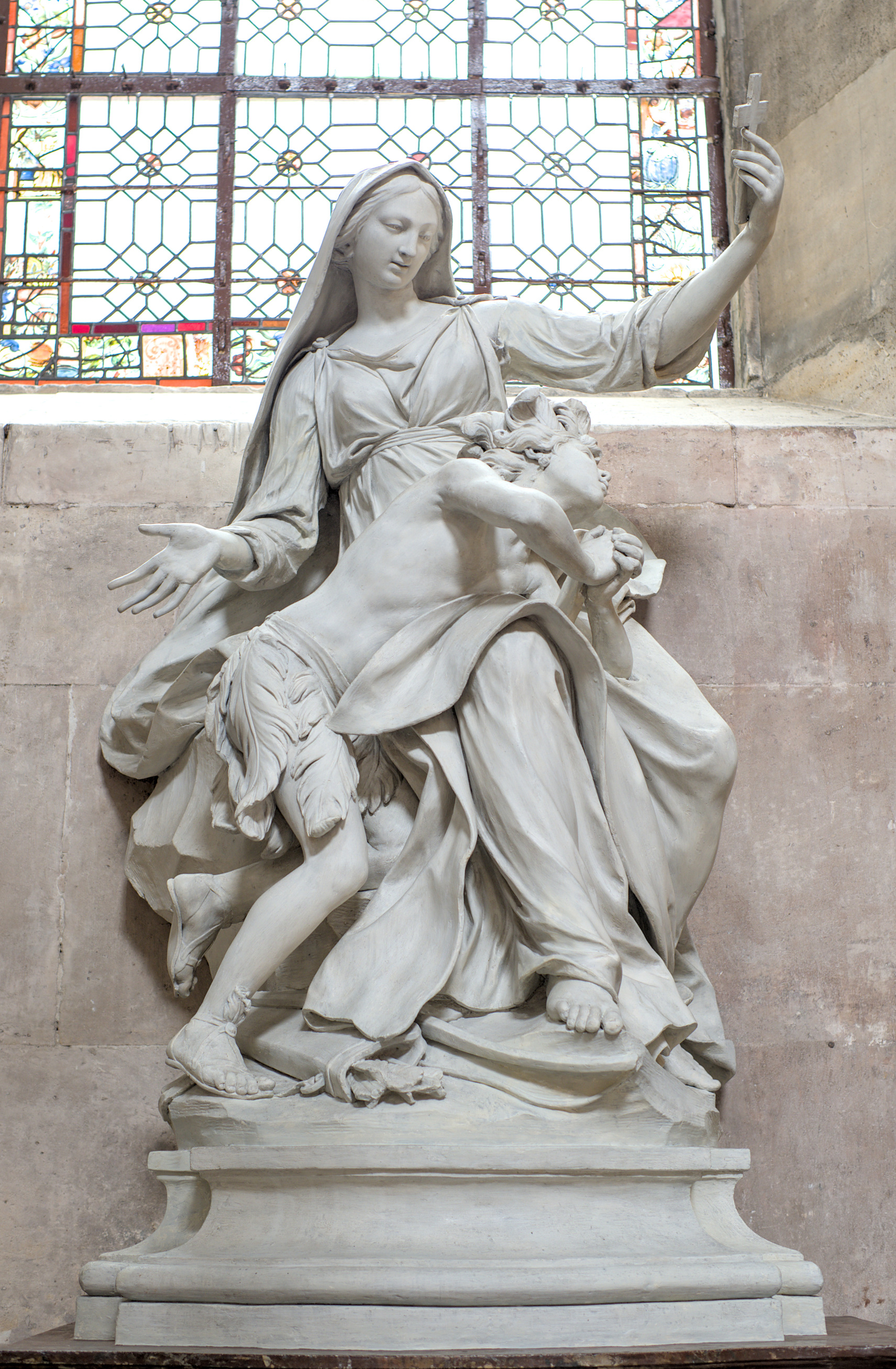
Религия наставляет молодого туземца. 1745. Мрамор. Капелла Девы, церковь Сен-Поль-Сен-Луи, Париж
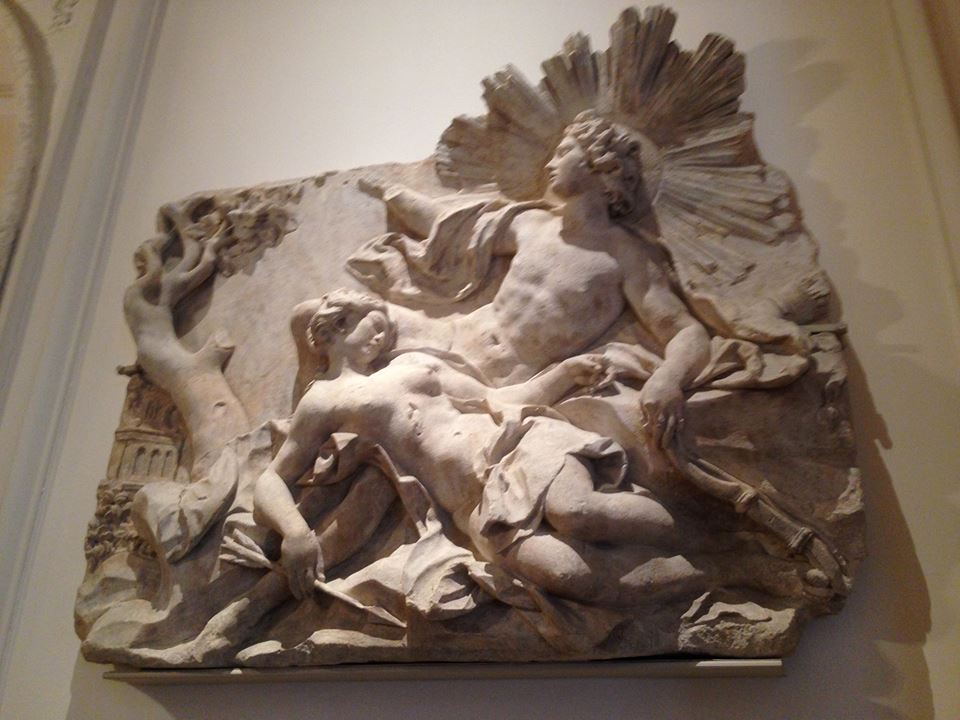
Горельеф и цикла «История Аполлона». Ок. 1753. Мрамор. Музей Карнавале, Париж
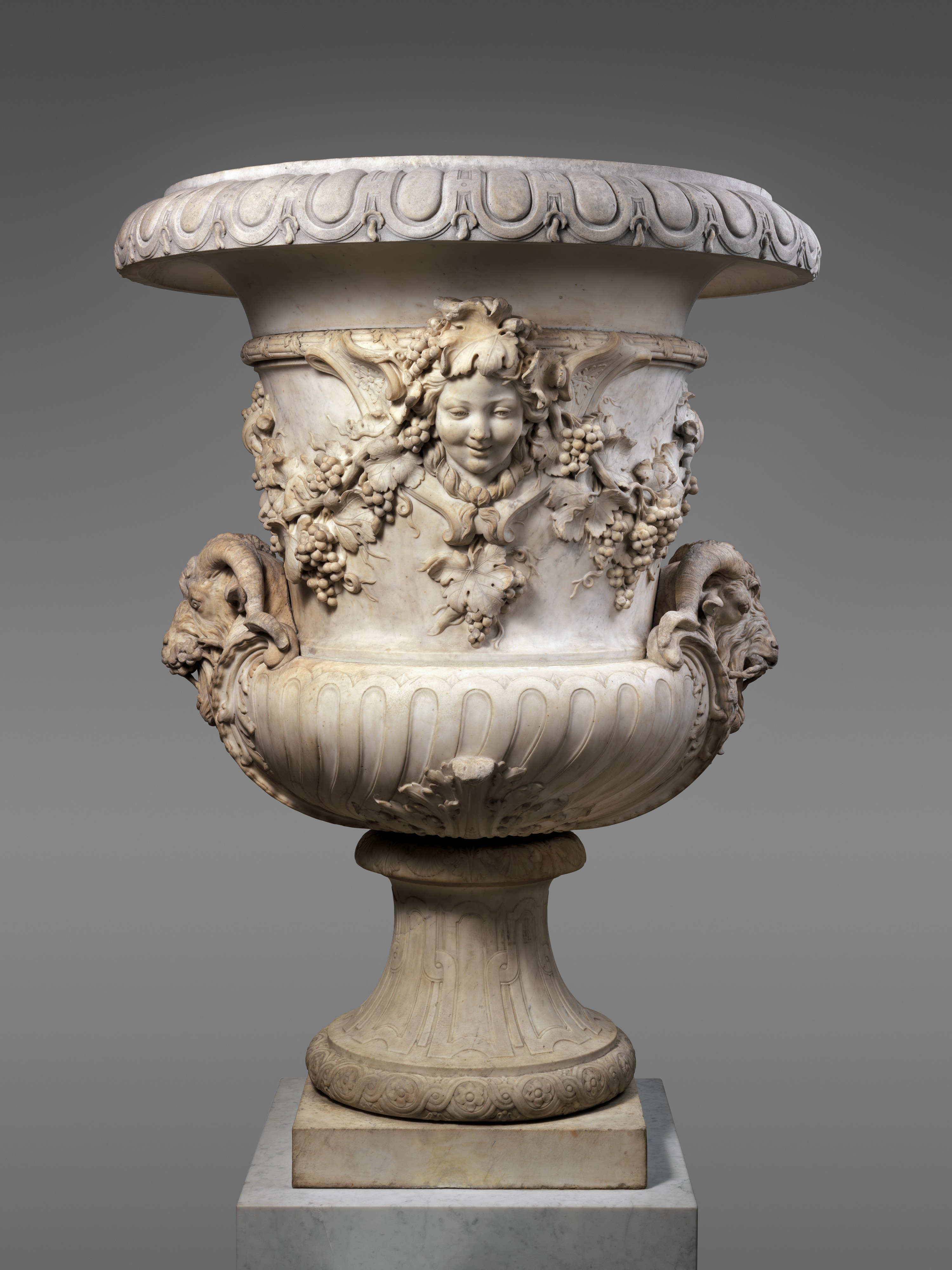
Ваза «Осень». 1745–1747. Мрамор. Метрополитен-музей, Нью-Йорк
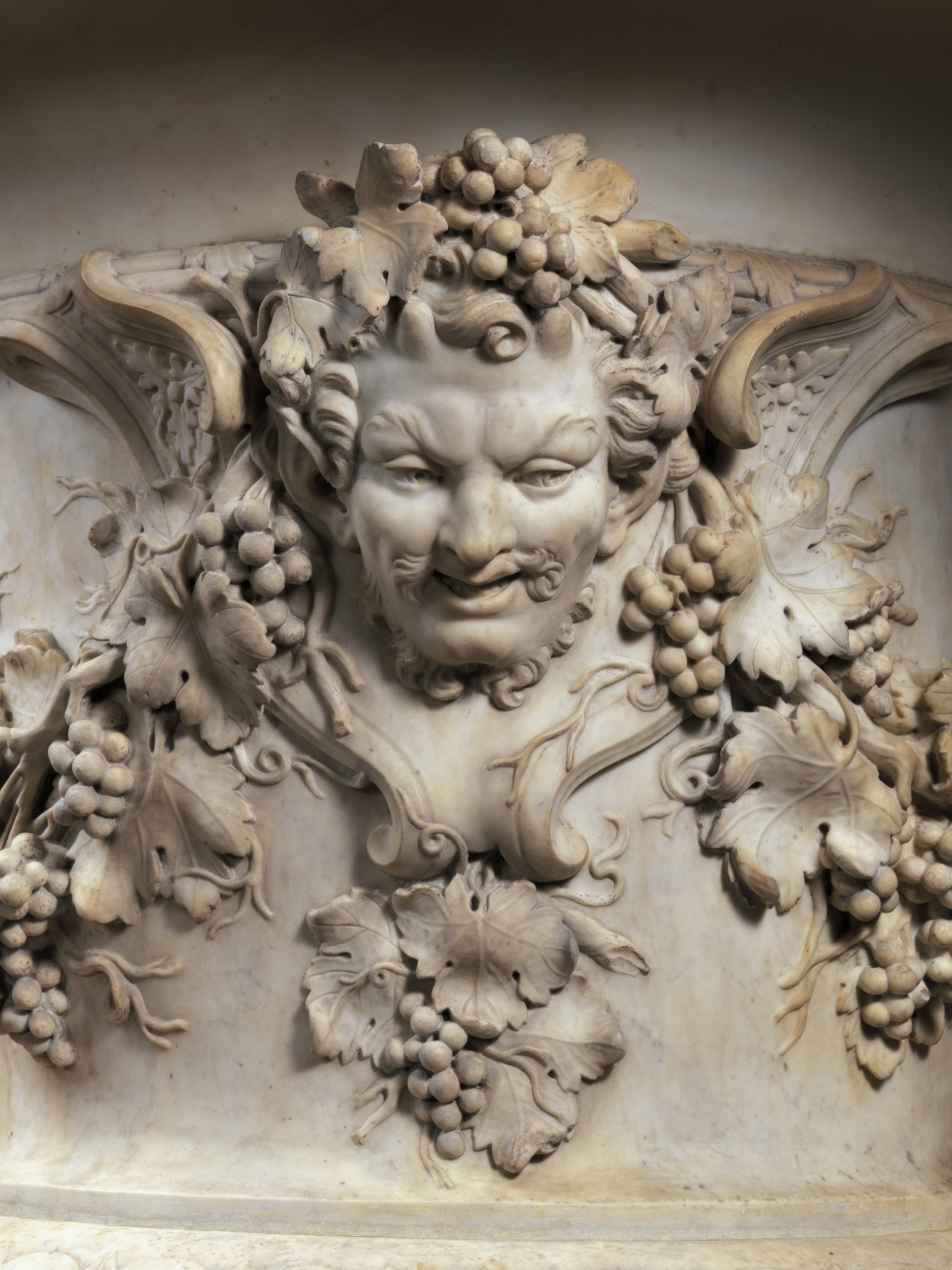
Маскарон. Деталь вазы
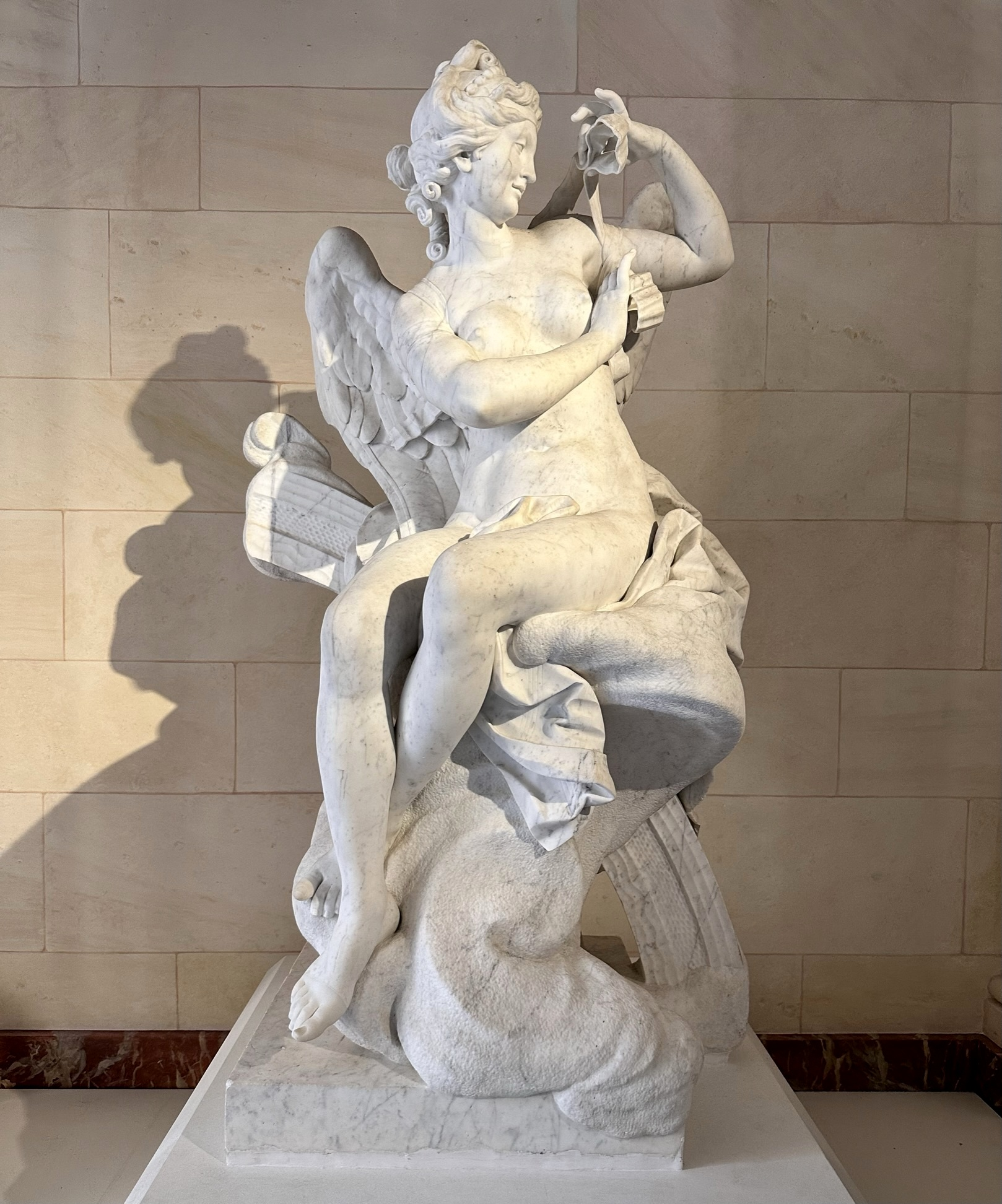
Ирида, надевающая крылья. 1775—1776. Мрамор. Версаль
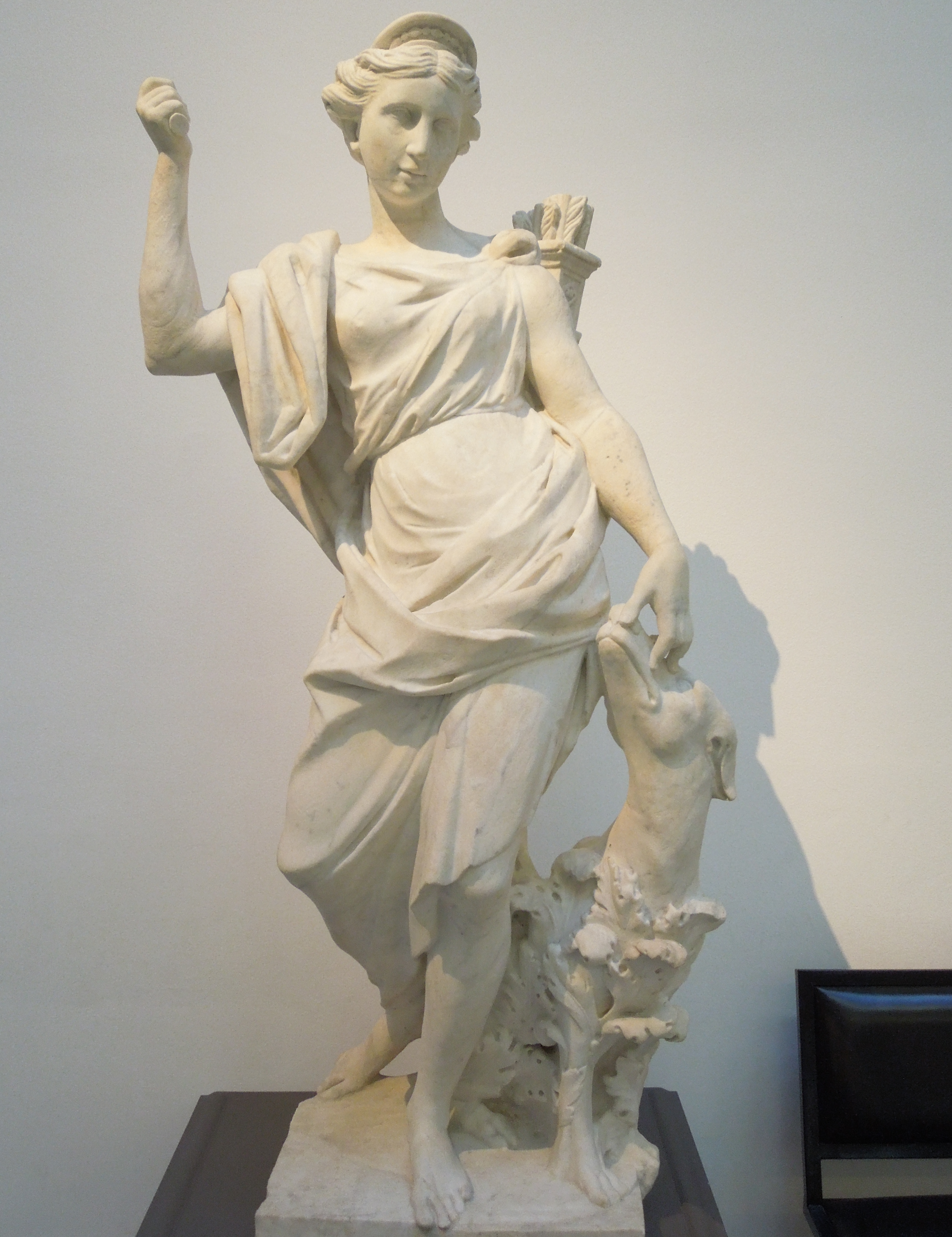
Диана. Мрамор. Музей изящных искусств, Ним
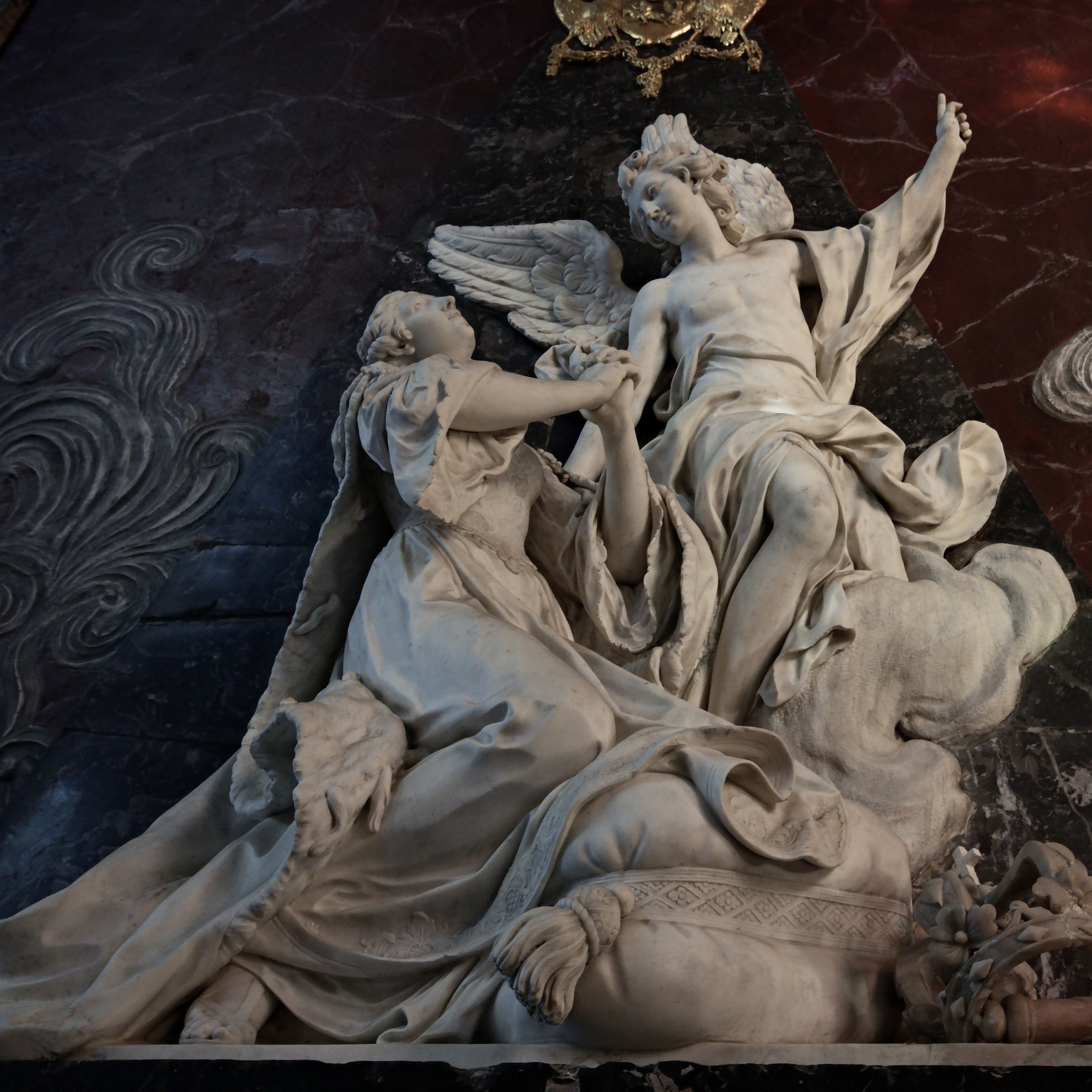
Надгробие Екатерины Опалинской. Деталь

## Основные произведения скульптора
- Нимфа. Ок. 1723. Барельеф на фронтоне большого зала и орнамент на первом этаже замка де ла Моссона, Жювиньяк
- Триумф Нептуна и Амфитриты. 1735—1740. Свинец. Скульптура для фонтана в Версале, выполнена в сотрудничестве с братом Ламбером Сижисбером
- Любовные похождения богов. 1736. Лепной рельеф. Отель де Субиз, Париж
- Осень. 1745. Мраморная ваза, созданная для сада замка Шуази, ныне находится в коллекции Метрополитен-музея
- Религия, наставляющая молодого туземца. 1745. Церковь Сен-Поль-Сен-Луи, Париж
- Мученичество святой Виктории. 1747. Бронзовый рельеф. Королевская капелла в Версале
- Надгробие королеве Екатерине Опалинской. 1749. Мрамор и бронза. Собор Нотр-Дам, Нанси
- Цикл рельефов: «Аполлон и Дафна», «Латона и крестьяне», «Аполлон и Сивилла», «Аполлон и Коронис». Ок. 1753. Отель де ла Бекьер, Замок Багатель, музей Карнавале.
- Анжелика и Медоро. Группа мраморных статуй для отеля де Шуазель в Париже, ныне в Музее Амьена
- Скованный Прометей. 1762. Лувр, Париж
- Ирида, надевающая крылья. 1775—1776. Мраморная статуя, законченная его племянником Клодионом, Версаль